# Seznam vodopádů ve Švýcarsku
Tento seznam uvádí devatenáct nejvyšších vodopádů ve Švýcarsku
| Vodopád          | Lokalita     | Řeka (potok)   | Pořadí (výška) | Výška m |
| ---------------- | ------------ | -------------- | -------------- | ------- |
| Gietro           | Valais       | Gietro         | 1.             | 564     |
| Engstligenfäll   | Bern         | Engstligenbach | 2.             | 500     |
| Duendenfalle     |              |                | 3.             | 400     |
| Geltenfall       |              |                | 4.             | 400     |
| Giessbachfall    | Bern         | Giessbach      | 5.             | 391     |
| Faulenbachfall   |              |                | 6.             | 305     |
| Oltschibachfall  | Bern         | Oltschibach    | 7.             | 300     |
| Schmadribachfall | Bern         | Schmadribach   | 8.             | 300     |
| Staubbachfall    | Bern         | Staubbach      | 9.             | 299     |
| Spissbachfall    | Bern         | Spissbach      | 10.            | 280     |
| Mürrenbachfall   | Bern         | Mürrenbach     | 11.            | 250     |
| Reichenbachfall  |              |                | 12.            | 200     |
| Bergfall         |              |                | 13.            | 149     |
| Simmefalle       | Bern         |                | 14.            | 140     |
| Trümmelbachfall  | Bern         | Trümmelbach    | 15.            | 140     |
| Diesbachfalle    |              |                | 16.            | 120     |
| Stauben          | Uri          |                | 17.            | 93      |
| Staubifalle      |              |                | 18.            | 93      |
| Schaffhausenfall | Schaffhausen | Rýn            | 19.            | 24      |